# ジョナサン・ジョーンズ (アメリカンフットボール)
ジョナサン・アイザイア・ジョーンズ（Jonathan Isaiah Jones、1993年9月20日 - ）は、アメリカ合衆国・ジョージア州キャロルトン出身のプロアメリカンフットボール選手。NFLのニューイングランド・ペイトリオッツに所属している。ポジションはコーナーバック。

## 経歴

### カレッジ
オーバーン大学に入学した1年目から先発に抜擢され、4年間先発を務めた。
3年目の2014年と4年目の2015年に、オールSECのセカンドチームの候補となった。

### ニューイングランド・ペイトリオッツ
| 5 ft 9+1⁄8 in (176 cm)       | 186 lb (84 kg) | 30+1⁄4 in (77 cm) | 8+3⁄4 in (22 cm) | 4.33 s | 4.25 s | 7.25 s | 36 in (91 cm) | 10 ft 3 in (3.12 m) | 19 回 |
| All values from NFL Combine. |                |                   |                  |        |        |        |               |                     |       |

2016年のNFLドラフトでは指名されず、2016年5月1日にドラフト外フリーエージェントとしてニューイングランド・ペイトリオッツと4年契約を交わした。

#### 2016年シーズン
トレーニングキャンプで活躍を評価され、ロースター入りを果たした。
レギュラーシーズンの第1週のアリゾナ・カージナルス戦から出場を果たし、1タックルを記録した。第14週のボルチモア・レイブンズ戦では、パントを敵陣1ヤードで止め、1プレー後に守備陣がセイフティを記録するのに貢献した。

#### 2017年シーズン
第8週のロサンゼルス・チャージャーズ戦で、クォーターバックのフィリップ・リバースからキャリア初のインターセプトを奪った。

#### 2018年シーズン
AFCチャンピオンシップゲームでのカンザスシティ・チーフスとの対戦では、チーフスのエースワイドレシーバーだったタイリーク・ヒルを1回のキャッチに抑え込み、チームの第53回スーパーボウル進出に貢献した。

#### 2019年シーズン

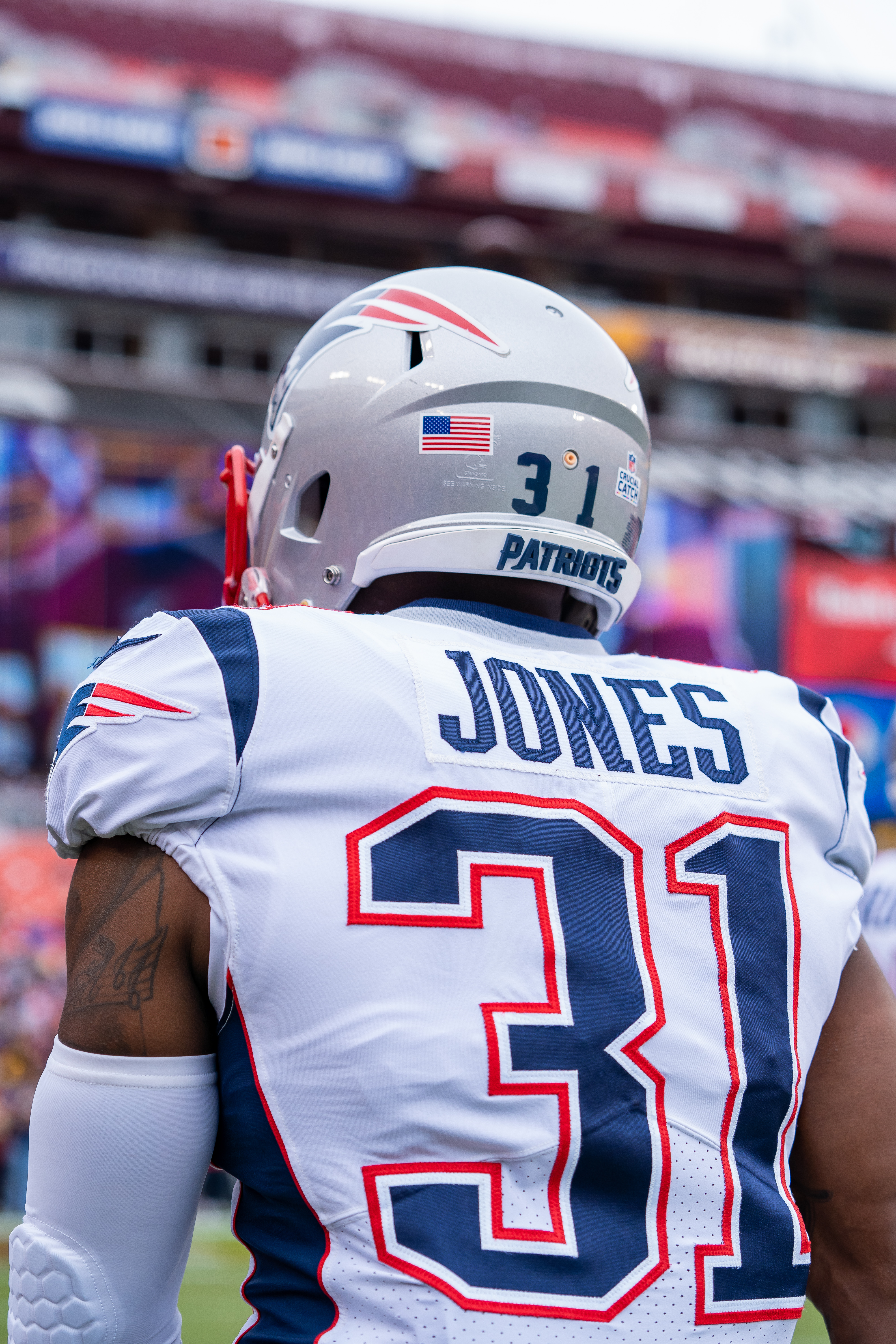
ワシントン・レッドスキンズ戦でのジョーンズ

2019年3月12日にチームは2巡目テンダーを提示し、4月15日には1年の再契約に至っている。その後9月7日に、3年2100万ドルの長期契約を交わした。
レギュラーシーズン第8週のクリーブランド・ブラウンズ戦では、ブラウンズRBのニック・チャブからファンブルを誘った。

#### 2020年シーズン
第6週のデンバー・ブロンコス戦で、クォーターバックのドリュー・ロックからインターセプトを奪った。

#### 2021年シーズン
第6週のダラス・カウボーイズ戦で肩を負傷し、負傷者リストに入れられた。

#### 2022年シーズン
2021年まで在籍していたJ・C・ジャクソンが移籍したため、ポジションをスロットコーナーバックからアウトサイドコーナーバックへと変更した。
最終的に2022年シーズンは、69タックル、いずれもキャリアハイとなる4インターセプトと11パスディフレクションという成績を残した。

#### 2023年シーズン
2023年3月13日、2年2000万ドルで再契約した。14試合に先発出場して48タックル、7パスディフレクションを記録した。

#### 2024年シーズン
全17試合に出場し、58タックル、6パスディフレクションを記録した。

### ワシントン・コマンダース

#### 2025年シーズン
2025年3月14日、ワシントン・コマンダースと1年契約を結んだ。